# Rochus Friedrich zu Lynar
Rochus Friedrich zu Lynar est un diplomate danois, né à Lübbenau (Lusace) en 1708, mort en 1781.

## Biographie
Le comte Rochus Friedrich est issu d'une vieille famille de la noblesse prussienne d'origine italienne - les Lynar. Il est le fils de Friedrich Casimir zu Lynar (de) (1673-1716), chambellan et conseiller supérieur du prince électeur de Saxe, et de son épouse Eva Elisabeth von Windischgrätz (1672-1745).
Après avoir visité le Saint-Empire, la France, l’Angleterre, les Pays-Bas, il obtint la charge de chambellan du roi de Danemark (1733) et fut nommé en 1735 ambassadeur à Stockholm, pour y déjouer les intrigues de la Russie et y surveiller les négociations de la France. De retour en Danemark (1740), il devint juge au tribunal suprême de Gottorp, administrateur du Holstein (1743), gouverneur des comtés d’Oldenbourg et de Delmenhorst.
Envoyé à Saint-Pétersbourg en 1749, il y obtint la cession du Schleswig-Holstein au Danemark, et termina sa carrière politique par la belle négociation de la capitulation de Closter-Seven, entre le duc de Richelieu et le duc de Cumberland (1757).
À partir de ce moment, il passa son existence dans la retraite, occupé de la solution de questions théologiques. Ses Écrits politiques, publiés à Hambourg en 1793 et traduits en français (Leipzig, 1806, 4 vol. in-8°), offrent des renseignements du plus haut intérêt sur la diplomatie du Nord pendant le XVIIIe siècle. On lui doit encore : l’Original (Hanovre, 1701, in-8°) ; Explication de toutes les épîtres des apôtres (Halle, 1765, in-8°) ; Explication des Évangiles (Halle, 1775, in-8°).